# Facundo Cardozo
Facundo Omar Cardozo (San Miguel, 6 de abril de 1995), conhecido por Facundo Cardozo, é um futebolista argentino que joga como lateral-esquerdo. Atualmente, joga pelo Vélez Sársfield.

## Carreira
Cardozo começou a sua carreira nas categorias de base do Vélez Sársfield. Estreou profissionalmente na temporada 2013–14. Marcou seu primeiro gol em 3 de novembro de 2013, contra o Quilmes.
Após a saída de Fernando Tobio para o Palmeiras, Cardozo tornou-se titular do time, formando dupla de zaga com Sebastián Domínguez.

## Seleção Argentina

### Sub-17
Chamado por Oscar Garré, fez parte do elenco que disputou o Campeonato Mundial Sub-17 de 2011. Nesta competição, junto com Pablo Carreras, foi um dos 2 jogadores da categoria '95 na Seleção Argentina. Apesar de não ter jogado nenhuma partida, o torneio deu-lhe uma maior projeção.

### Sub-20
Em 2015, Cardozo foi convocado por Humberto Grondona para disputar o Campeonato Sul-Americano Sub-20 de 2015. Ele foi titular em 7 de 9 jogos no torneio, marcando uma vez e ajudando a sua equipe vencer o campeonato.

## Estatísticas
Até 2 de maio de 2015.

### Clubes
| Clube             | Temporada         | Campeonato nacional | Campeonato nacional | Campeonato nacional | Copa nacional[a] | Copa nacional[a] | Copa nacional[a] | Competições continentais[b] | Competições continentais[b] | Competições continentais[b] | Outros torneios[c] | Outros torneios[c] | Outros torneios[c] | Total | Total | Total   |
| Clube             | Temporada         | Jogos               | Gols                | Assist.             | Jogos            | Gols             | Assist.          | Jogos                       | Gols                        | Assist.                     | Jogos              | Gols               | Assist.            | Jogos | Gols  | Assist. |
| ----------------- | ----------------- | ------------------- | ------------------- | ------------------- | ---------------- | ---------------- | ---------------- | --------------------------- | --------------------------- | --------------------------- | ------------------ | ------------------ | ------------------ | ----- | ----- | ------- |
| Vélez Sársfield   | 2012–13           | —                   | —                   | —                   | —                | —                | —                | —                           | —                           | —                           | 0                  | 0                  | 0                  | 0     | 0     | 0       |
| Vélez Sársfield   | 2013–14           | 14                  | 2                   | 0                   | 1                | 0                | 0                | 8                           | 0                           | 0                           | —                  | —                  | —                  | 23    | 2     | 0       |
| Vélez Sársfield   | 2014              | 12                  | 0                   | 0                   | —                | —                | —                | —                           | —                           | —                           | —                  | —                  | —                  | 12    | 0     | 0       |
| Vélez Sársfield   | 2015              | 5                   | 0                   | 0                   | 1                | 1                | 0                | —                           | —                           | —                           | —                  | —                  | —                  | 6     | 1     | 0       |
| Vélez Sársfield   | Total             | 31                  | 2                   | 0                   | 2                | 1                | 0                | 8                           | 0                           | 0                           | 0                  | 0                  | 0                  | 41    | 3     | 0       |
| Total na carreira | Total na carreira | 31                  | 2                   | 0                   | 2                | 1                | 0                | 8                           | 0                           | 0                           | 0                  | 0                  | 0                  | 41    | 3     | 0       |

- a. ^ Jogos da Copa Argentina
- b. ^ Jogos da Copa Sul-Americana e Copa Libertadores da América
- c. ^ Jogos do Supercopa Argentina

## Títulos
Vélez Sársfield
- Supercopa Argentina: 2013

Seleção Argentina
- Campeonato Sul-Americano Sub-20: 2015